# 屠古虹
屠古虹（1914年—2010年），男，浙江鄞县人，中国国画家，擅长人物画。徐悲鸿入室弟子。

## 生平
1914年，出生于浙江宁波海员家庭，一说1915年。8岁时丧父母，成为孤儿，在孤儿院长大。年少时对绘画有浓厚兴趣。19岁时，北上南京拜会徐悲鸿，获得徐悲鸿赏识。入读国立中央大学艺术科，成为徐悲鸿的学生（35届）。抗日战争时期，从事抗日宣传画创作。
1938年，担任重庆精益中学美术教员。之后先后任教于四川成都女子师范学校，眉山师范学院，担任美术教员。曾担任泸州师范学院美术师范科的主任。
解放后，担任西南军区后营房管理部的美术员。因有美术绘画专长，又从事工程制图工作。曾担任四川建筑设计院工程师，建筑工业部西南工业建筑设计院的工程师。
2010年12月9日上午10点半，逝世于四川成都363医院，享年94岁。

## 社会兼职
- 四川美术协会，会员
- 四川建筑师协会成都分会，委员
- 成都老年协会银杏诗社，顾问
- 徐悲鸿张大千艺术研究院，副院长
- 四海画院，艺术顾问

## 代表画作
屠古虹的书法、绘画、工程制图、摄影作品曾多次获得全国性一等奖。
- 《乐山大佛山水全景图》[1]